# Orbán László (ökölvívó)
Orbán László (Szekszárd, 1949. december 9. – Budapest, 2009. július 15.) olimpiai ezüstérmes ökölvívó.

## Élete
A magyar amatőr boksz valaha élt legragyogóbb tehetsége volt. Zseniális lábmunkája és védekezése emelte a kortársai fölé, egyetlen hiányossága az ütőerejének gyengesége volt. A Szekszárdi Dózsa ökölvívó klubjában kezdte sportkarrierjét. Első edzője Leposa Ferenc volt.
1969-ben a bukaresti Európa-bajnokságon pehelysúlyban aranyérmet nyert. 1969 januárjától edzője Papp László volt, aki az olimpiai felkészülését segítette. Az 1972-es müncheni olimpián ezüstérmet nyert könnyűsúlyban. Az aktív ökölvívást 1974-ben fejezte be. Edzőként 1989-ben a Budapesti Honvédban hagyta el az ökölvívó szorítók környékét.

## Olimpiai mérkőzései
- 1972
- Győzelem Mohamed Sourour (Marokkó) 5-0
- Győzelem Giambattista Capretti (Olaszország) 4-1
- Győzelem Ivan Mikhailov (Bulgária) 4-1
- Győzelem Kim Tai-Ho (Dél-Korea) 4-1
- Győzelem Alfonso Pérez (Kolumbia) 3-2
- Vereség Jan Szczepański (Lengyelország) 0-5